# Bielawy (powiat rawicki)
Bielawy (niem. Bismarckseich) – wieś w Polsce położona w województwie wielkopolskim, w powiecie rawickim, w gminie Jutrosin.
Miejscowość w XIX i w pierwszej połowie XX wieku stanowiła część dolnośląskiej wsi Nowy Folwark w pruskim powiecie milickim i następnie (od roku 1945) w polskim powiecie o tej samej nazwie w województwie wrocławskim. W ramach refromy administracyjnej w 1954 roku została jednak przyłączona do ówczesnej gromady Jutrosin w powiecie  rawickim w województwie poznańskim. Osada więc w latach 1954-1975 należała administracyjnie do wojewódzstwa poznańskiego i w latach 1975–1998 – do województwa leszczyńskiego.
Zobacz też: Bielawy, Bielawy Gołuskie, Bielawy Pogorzelskie